# Джабиров, Бобо
Бобо Джабиров — советский хозяйственный, государственный и политический деятель.

## Биография
Родился в 1911 году в кишлаке Чорбог. Член КПСС с 1939 года.
С 1929 года — на хозяйственной, общественной и политической работе. В 1929—1967 гг. — секретарь кишлачного Совета, секретарь Шурабадского райкома комсомола, редактор районной газеты «Варзоби Нав», инструктор райкома партии, инструктор Сталинабадского обкома КП (б) Таджикистана, старший инструктор политотдела 104-й кавдивизии, комиссар и замполит батальона 163-й стрелковой дивизии, старший оперуполномоченный отдела контрразведки действующей армии, первый секретарь Варзобского райкома партии, заместитель заведующего административным отделом ЦК КП (б) Таджикистана, министр коммунального хозяйства Таджикской ССР, первый секретарь Гармского обкома партии, министр промышленности мясных и молочных продуктов республики, начальник главного управления пищевой промышленности Совнархоза Таджикской ССР, управляющий делами Совета Министров Таджикской ССР, председатель «Таджикпотребсоюза», начальник Главного управления по переселению, организованному набору рабочих и трудоустройству при Совмине Таджикской ССР.
Избирался депутатом Верховного Совета Таджикской ССР 2-го, 3-го, 4-го и 5-го созывов.
Умер в 1989 году.